# Гроф Едесе
Гроф Едесе је титула коју је носио владар грофовије Едесе, крсташке државе основане током Првог крсташког похода. Грофовија Едеса је прва крсташка држава у Светој земљи. Основао ју је Балдуин I 1098. године погубивши тадашњег јерменског владара Тороса од Едесе. Грофовија Едеса је постојала до 1050. године када је Нур ад Дин заробио последњег грофа Едесе.
Грофови Едесе:
- Балдуин I Јерусалимски (1098—1100)
- Балдуин II Јерусалимски (1100—1118) 
  - Танкред Галилејски (регент) и Ричард од Салерна (гувернер)
- Жосцелин I од Куртенеа (1118—1131)
- Жосцелин II од Едесе (1131—1159)